# Friedrich Coubillier
Friedrich Coubillier, auch Fritz Coubillier bzw. Frédéric Coubillier (* 1. November 1869 als Fredéric Cuvillies in Longeville-lès-Metz, Lothringen; † 17. März 1953 in Düsseldorf), war ein deutscher Bildhauer.

## Leben

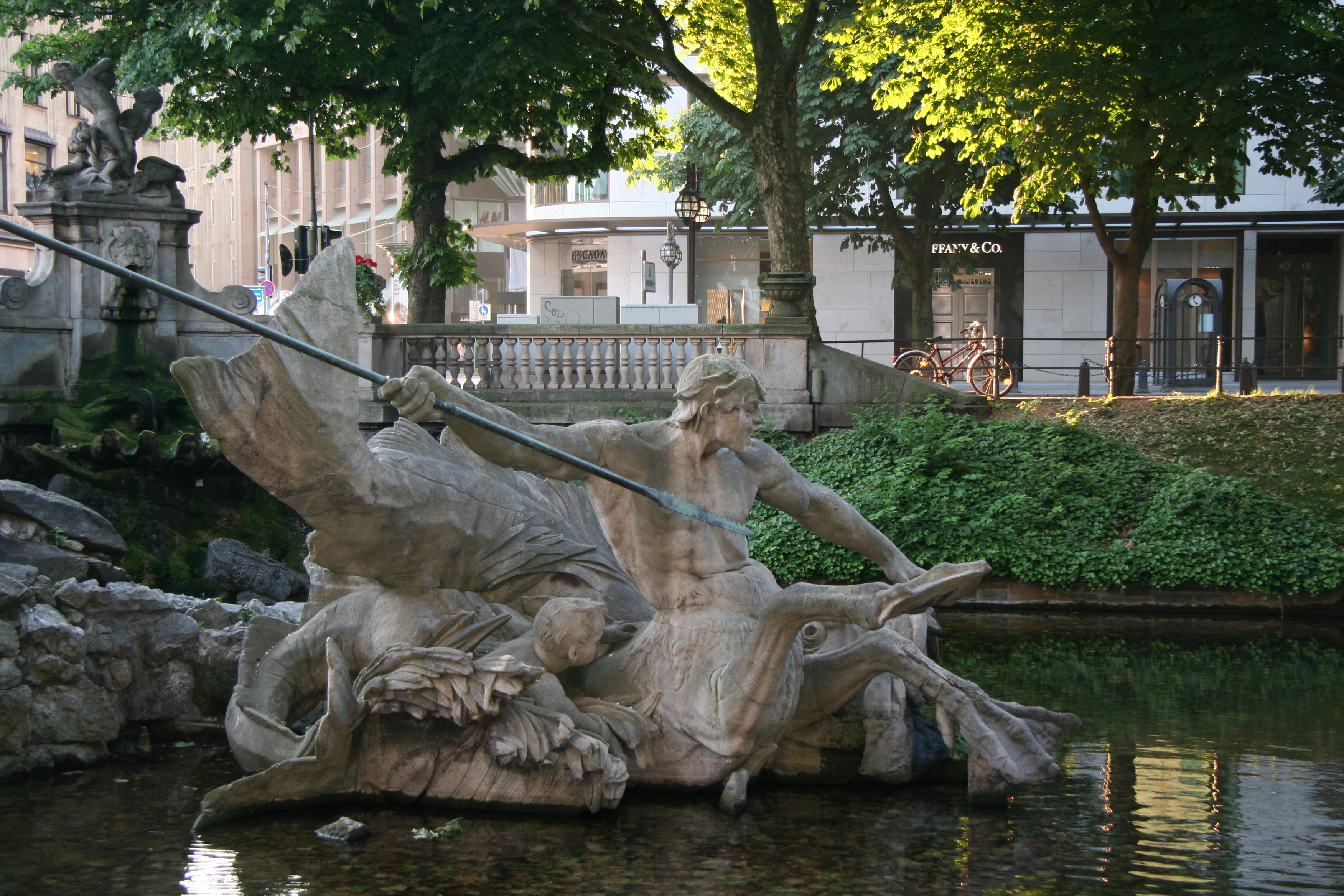
Tritonenbrunnen, 1898/1902

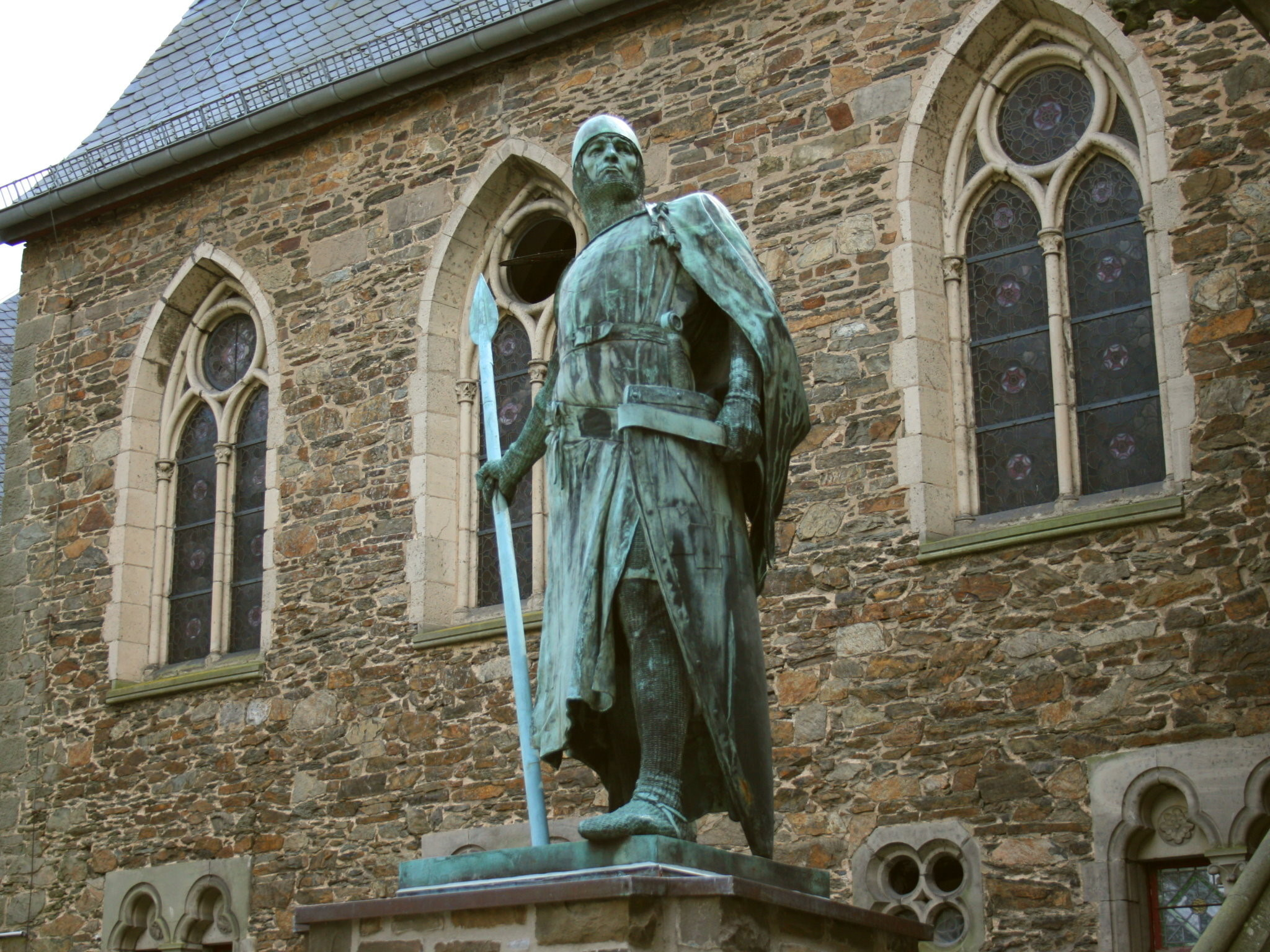
Standbild Adolfs I. von Berg im Hof von Schloss Burg, 1902

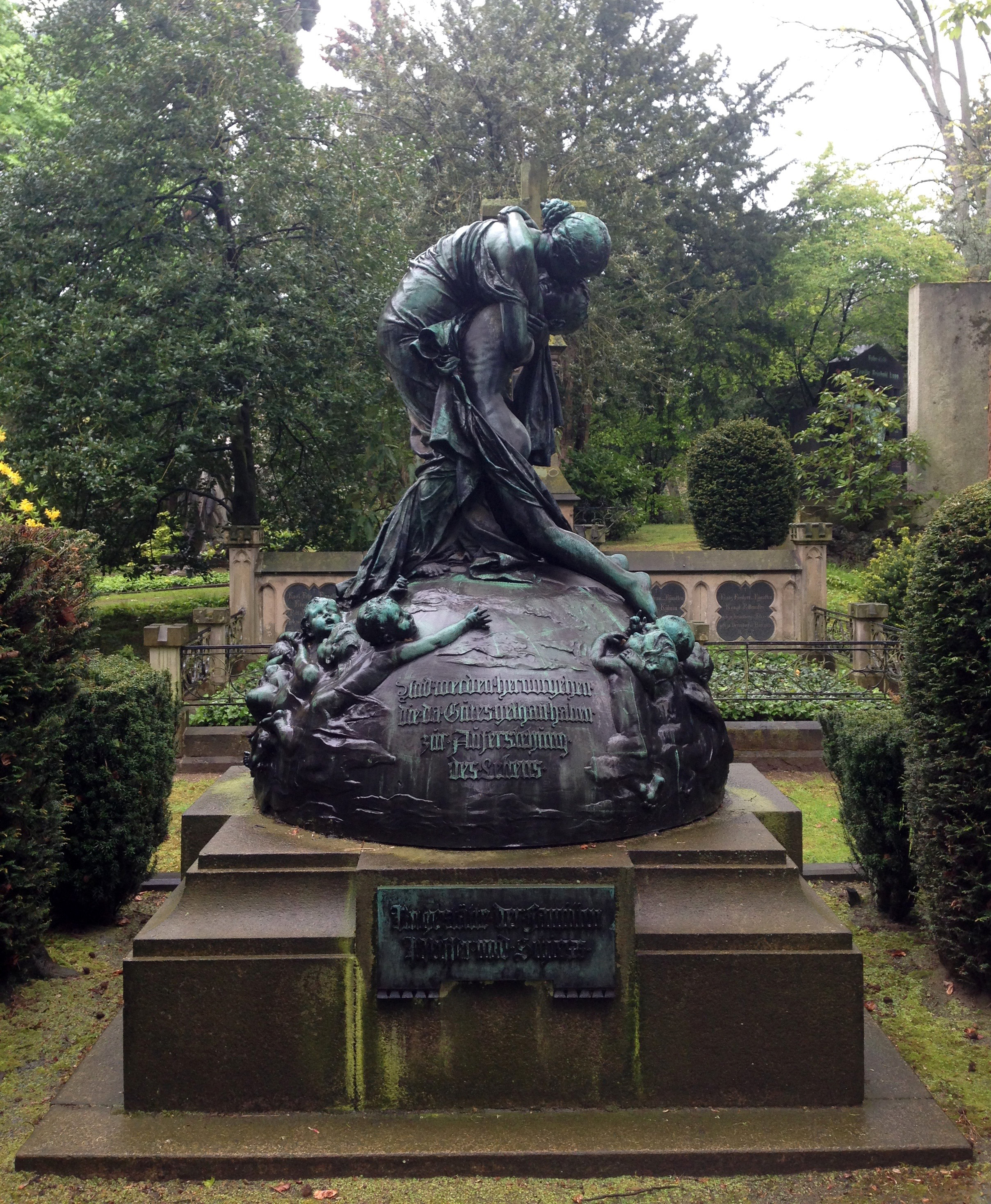
Wiedersehen, 1903

Coubillier studierte nach einer Ausbildung in der Bildhauerwerkstatt seines Vaters in Trier (1879/1880), in der Religiösen Kunst-Anstalt Schülter in Köln (1890–1892) sowie im Atelier von Wilhelm Albermann ab 1894 an der Düsseldorfer Kunstakademie bei Karl Janssen. In den Jahren 1890 bis 1892 unternahm er eine Reise nach Paris. In den Jahren 1901 bis 1906 weilte er zu Studienaufenthalten in Rom. Dort gehörte er dem Deutschen Künstlerverein an. Danach ließ er sich als selbständiger Bildhauer in Düsseldorf nieder. Sein Atelier wurde 1943 bei einem Luftangriff auf Düsseldorf zerstört.
Ab Ende des 19. Jahrhunderts schuf er zahlreiche Statuen, Reliefs, Grabmale und Denkmäler in Düsseldorf und Umgebung. Zu seinen bekanntesten Arbeiten zählen dort die Figuren des Tritonenbrunnens am Stadtgraben und des Industriebrunnens am Fürstenplatz.
1913 wurde er zum außerordentlichen Mitglied der Kunstakademie ernannt und führte fortan den Titel Professor.
Er war von 1939 bis 1941 mit je einer Bronze-Statuette auf der Großen Deutschen Kunstausstellung in München vertreten.
Sein jüngerer Bruder Eugen Coubillier war ein bekannter Fotograf in Köln.

## Werke

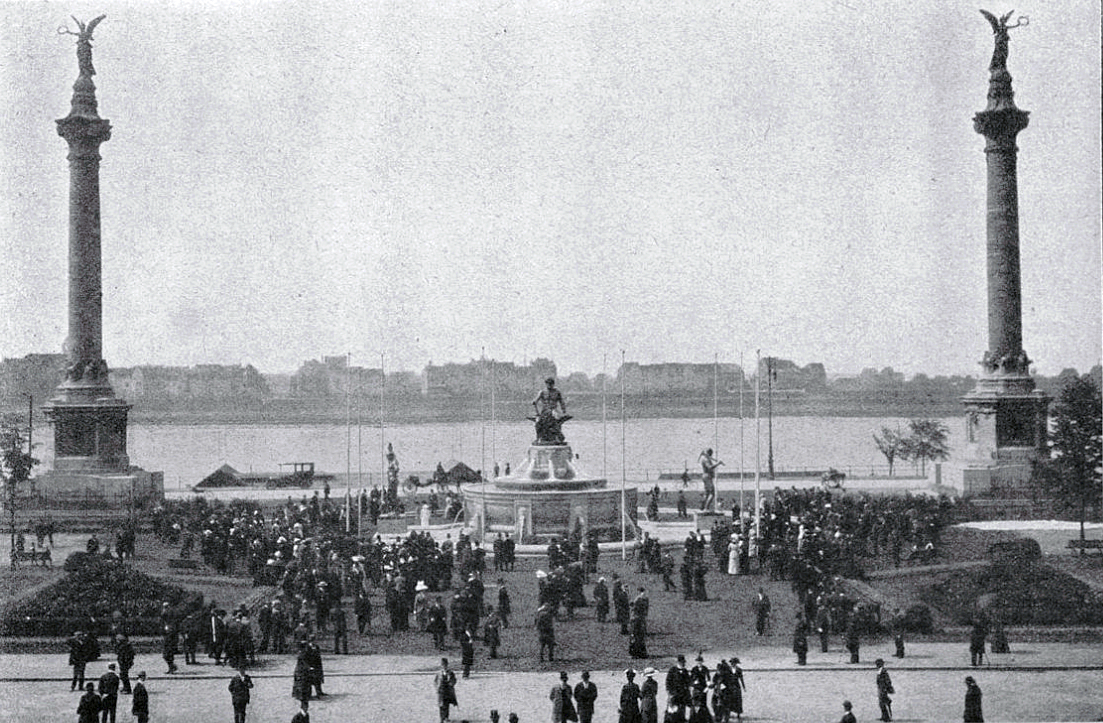
Industriebrunnen zur Erinnerung an die Industrie- und Gewerbeausstellung Düsseldorf 1902

- 1898/1902: Tritonenbrunnen am Stadtgraben der Königsallee in Düsseldorf
- 1901: Bronzerelief zur Erinnerung an den Besuch Kaiser Wilhelms II. auf Schloss Burg im Jahr 1899 (verschollen)
- 1902: Statue des Grafen Adolf von Berg mit Kaiser-Wilhelm-Brunnen auf Schloss Burg
- 1903: Wiedersehen Grabstätte Familie Pfeiffer und Schiess, Nordfriedhof Düsseldorf
- 1902: Statue Kaiser Wilhelms II. am Elberfelder Rathaus (zerstört)
- 1904: Kolossalbüste Kaiser Wilhelms II. in der Stadthalle Elberfeld
- 1910: Goldschmiedbrunnen in Wuppertal-Elberfeld (nicht erhalten)
- 1908–1913: Industriebrunnen in Düsseldorf
- 1933/1935: Marienaltar und Franziskusaltar in der Christ-König-Kirche in Bochum[3]
- Reiter Walther von der Vogelweide (Reiter-Statuette, Bronze; 1939 auf der Großen Deutschen Kunstausstellung in München vom Nazi-Führer Theo Memmel erworben)[4]
- Springendes Pferd (Statuette, Bronze; 1940 auf der Großen Deutschen Kunstausstellung in München vom Nazi-Führer Hans-Heinrich Lammers erworben)[5]
- 14 Kreuzwegstatuen für die Kapelle von Schloss Heltorf in Düsseldorf-Angermund